# Zarząd powiatu
Zarząd powiatu – organ wykonawczy powiatu. W jego skład wchodzą: starosta jako przewodniczący, wicestarosta i pozostali członkowie. Zarząd wybierany jest przez radę powiatu. 

## Skład osobowy zarządu powiatu
Zarząd powiatu liczy od 3 do 5 osób (zgodnie ze statutem danego powiatu). Przewodniczącym zarządu jest starosta. Poza nim, w skład zarządu wchodzi wicestarosta (zawsze jeden), a także pozostali członkowie zarządu (w liczbie od 1 do 3).
Starostę wybiera rada powiatu. Wicestarostę oraz pozostałych członków zarządu wybiera rada powiatu na wniosek starosty.
Starosta i wicestarosta są zatrudnieni w starostwie powiatowym na podstawie wyboru, i z tego tytułu pobierają wynagrodzenie za pracę. Członkowie zarządu dzielą się na etatowych i nieetatowych - członkowie etatowi są zatrudnieni w starostwie na podstawie wyboru, a członkowie nieetatowi otrzymują dietę za udział w posiedzeniach zarządu. O tym, czy w danym powiecie członkowie zarządu są członkami etatowymi (i czy wszyscy, czy np. tylko jeden z nich), decydują zapisy statutu danego powiatu.
Starosta, wicestarosta i członkowie zarządu mogą, ale nie muszą, być jednocześnie radnymi powiatu.
W miastach na prawach powiatu zadania zarządu powiatu wykonuje prezydent miasta.

## Zadania zarządu powiatu
Ustawowe zadania zarządu powiatu to:
- przygotowywanie projektów uchwał rady powiatu,
- wykonywanie uchwał rady powiatu,
- opracowywanie programów rozwoju w trybie określonym w przepisach o zasadach prowadzenia polityki rozwoju,
- gospodarowanie mieniem powiatu,
- wykonywanie budżetu powiatu,
- zatrudnianie i zwalnianie kierowników jednostek organizacyjnych powiatu.

W realizacji zadań zarząd powiatu podlega wyłącznie radzie powiatu. 
Ponadto, zarząd powiatu jest organem administracji publicznej właściwym w sprawach m.in.: 
- zarządzania drogami powiatowymi, w tym m.in. decyzji zezwalającej na zajęcie pasa drogowego,
- opiniowania zamierzeń inwestycyjnych realizowanych w ramach tzw. specustaw, jak np. ustawy z dnia 10 kwietnia 2003 r. o szczególnych zasadach przygotowania i realizacji inwestycji w zakresie dróg publicznych.